# Веикбординг
Вејкбординг представља врсту спорта на води у којем се појединац креће површином воде помоћу даске и конопца везаног за моторно возило
(глисер). Неколико дисциплина односно техника повезује овај спорт: сурфовање, скијање на води и сноубординг.
Појединац се налази иза чамца који се креће брзином 30-40 km/h, при чему брзина вожње зависи од тежине појединца, трикова које изводи, пријатног осећаја и величине чамца.

## Историја
Wakeboarding, некада зван skurfing, највише је привлачио пажњу људи у касним 1980—им након објављивања вести о настанку још једног новог спорта skiboarding, који се данас популарно зове snowboarding.
Skurfing је настао у Аустралији и Новом Зеланду са појавом посебно ручно дизајнираних даски без додатних везивних делова намењене вучењу. Џеф Дарби и његови пријатељи из Квинсленда су изумели даску за skurf и почели већу производњу. Касније су ступили у контакт са Тони Фином и потом су произвели бренд „Skurfer”. Хауард Џејкобс је 1983. године на другој страни света изумео неколико wakeboard даски поставивши траке намењене стопалима и јастучиће.
Неколико година пре Фина и бренда „Skurfer”, у Аустралији су Bruce McKee и Mitchell Ross лансирали светски најпродаванију пластику напослетку названа „Wake-snake”. Даска је садржала подесиве гумене траке за стопала, дно конкавног облика и кобилицу. Касније су додана 2 руба са страна ради бољег одржавања равнотеже и маневрисања. McKee и Ross су применили још 2 патента, први 1984. године - подесиви систем за повезивање и други 1985. године - подесиви систем плочастог облика са тракама за стопала.
Прва производња је отпочета након преговарања Бруса и Мичела са америчком компанијом „Medalist Waterskis”. 1984. године америчка верзија је именована и приказана публици као „Surf-Ski” у Чикашком шоу „IMTEC”. Тада се Брус састао и предлагао идеје Фину. Фин је преговарао са Дарбијем и компанијом из Аустралије и резултат преговора представља бренд „Skurfer” септембра месеца 1985. године. Истовремено је Џими Редмон развио сопствену производњу дасака у САД под именом „Redline Designs”. Фин и Редмон су касније основали фирму „Liquid Force”. Име фирми дасака је постајало све више.
С обзиром да је „Surf-Ski” имао ограничен успех у САД, „Skurfer”, промовисан од стране Тома Фина, представљен је правим производом управо због Финовог неуморног промовисања. Финов положај као промотера спорта је постао видљив у тренутку када су га многи назвали проналазачем овог спорта.
Термин „wakeboarding” је установио Пол Фрејзер (Ванкувер, Канада) са братом Марејем и једним професионалним сноубордером. Тада термин skiboarding постаје wakeboarding.
Прво светско skiboard првенство одржано је на острву Кајан, Хаваји, док је прво светско skiboard удружење основано 1989. године. 1990—их такмичење је одржавано и ван граница америчких држава. Такмичари као што су Scott Byerly, Gregg Necrasson, Shaun Murray, Greg Nelson, Parks Bonifay и Phillip Soven се сматрају претечама овог спорта. У новијој историји се појављују Harley Clifford, Mike Dowdy, Steel Lafferty и Cory Teunissen.

## Спорт данас
Спортом управља организација The International Waterski настала 1946. године а која данас носи назив International World Wakeboard Federation (назив промењен 1993. године). IWWF је препозната од стране Међународног Олимпијског Комитета и постала је и званични партнер од 1967. године. Wakeboarding је постао део Светских игара од 2005. године.
IWWF је постао светски лидер ових спортова; ова непрофитна организација се фокусира на напредак и рекламирање wake спортова широм света. Око 400 дана се широм света дешавају разни догађаји повезани са спортовима wakeskating, wakesurfing и wakeboarding.

## Непоходна опрема
У основну опрему овог спорта, без којих не може бити реализован, спадају даска којом вејкбордер изводи покрете и трикове и чамац за којег је вејкбордер повезан конопцем.

## Даске
Њихово језгро садржи пену, саће или дрво помешано смолом и обложен фибергласом. Убацују се и метални вијци како би добро повезали пераја и везове на дасци. Постављање везова и ребара варира, пре свега од возачеве жеље, али и других разлога. Возач може променити тип пераја ради извођења различитих врста трикова. На пример, плитка пераја (који не залазе дубоко у воду) су бољи за извођење трикова на површини. Новији модели даски имају мала посебно обликована пераја на дасци која омогућавају возачу да мање користи центар ребра даске и да самим тим прави мање отпоре. За најбоље резултате и пријатан wakeboarding, препоручују се извођење трикова на језерима и рекама.

## Чамци
Основна разлика између вејкбординг чамаца и осталих врста чамаца је та да је торањ чамца, направљен од дебелих зидова нерђајућег челика или алуминијума, постављен на најпогоднију тачку изнад воде што представља значајан елемент за вејкбордера. Тај положај торња представља олакшицу због скокова и мање осцилације конопца којим је вејкбордер везан за чамац. Већина модерних вејкбординг чамаца има прилагодљив баластни систем који омогућава убацивање али и избацивање воде која услед покрета улази у чамац. Велики број ових чамаца садржи V drive погон. Имају регуларне моторе који су окренути за 180° и налазе се на предњој страни чамца и на тај начин смањују осцилације конопца услед удара воде о стране чамца. То је још једна разлика у односу на остале врсте чамаца.

## Елементи даске

### Рокер
Представља кривину даске од врха па до самог краја. Постоје различити облици али је најзаступљенији са три фазе (дела). Слично је као и код скејтборда.
Због таквог облика даске, могуће је брже возити без већих упада воде и сметњи при извођењу покрета јер вода прелази на предњи део даске и самим тим се слабо задржава.

### Ширина
Утицај ширине даске се може увидети на одржавању равнотеже на површини воде. Посматрају се стране даске и централни део. Најважнији елемент је средишњи део и што је његова површина већа, то је боље одржавање равнотеже на води али су покрети вејкбордера ограничени.

### Дужина
Представља битан фактор при извођењу покрета јер различитим возачима одговара различита дужина даске. Ако возач користи даску мање дужине, тада може постићи велике брзине, направити више покрета и деловати агресивније. Ако возач користи дуже даске, тада ће вожња бити спорија и покрета ће бити мање. Најчешће дужине даски су између 120 и 150 cm.

### Дизајн дна
Дно даске указује на стил возача и зато их има разноврсних. Уколико је дно конкавног облика, тада је могућност задржавања на води већа и погоднија.

### Пераја
Што су пераја ближе постављена централном делу даске, издизање над таласом је брже и ефикасније. Ако су постављена при врху или крају даске, слабији ће бити прелаз таласа.

#### Типови пераја
Long based пераја -
Њихов ефекат је сличан као код кратког пераја са дугом базом (основом даске) јер имају сличну површину.
Moulded пераја -
Представљају канале на дасци који су веома клизави али имају могућност померања централног пераја.
Multi-finned set-ups -
Омогућавају максималну агресивност и одржање на ивицама таласа.
Canted side пераја -
Ова пераја се нагињу у страну. Нису активна када даска пролази кроз воду. Вејкбордер се треба придржавати ивице даске.
Cupped side пераја -
Сличног су ефекта као претходна врста пераја, али су прилагодљивија притисцима тела. Мале су величине и постоји могућност коришћења и малог и великог пераја.
Без пераја - Неки возачи више воле вожњу без пераја и зато постоје наменске даске којима се могу возити путем каблова или на неки други начин.

## Процес вожње
Користећи се разним техникама, вејкбордер може сећи таласе, али их и заобилазити. Скокови се изводе тако што возач чамца достигне одређену брзину и самим тим се и вејкбордер покреће. Када вејкбордер довољно увежба одржавање равнотеже и разне технике скока, може их комбиновати. Када се нађе на ивици таласа, вејкбордер притиска даску и воду испод ње и тако добија брзину и импулс над таласом и на тај начин може сећи талас. Може се кретати лево и десно од таласа који се стварају иза чамца. Када је у ваздуху, вејкбордер може извести разне покрете који се разликују код почетника и професионалаца.

## Основни покрети
- Indy - Спољном страном руке додирнути врх палца на ногама.
- Melon - Унутрашњом страном руке (шаком) додирнути ивицу пете.
- Method - Шаком додирнути ивицу пете, извести Melon потом окренути даску.
- Mute - Шаком додирнути врх палца.
- Nosegrab - Шаком додирнути врх даске.
- Nuclear - Спољном страном руке додирнути врх даске.
- Slob - Шаком додирнути врх палца када је једно стопало испред другог.
- Stalefish - Спољном страном руке додирнути ивицу пете.
- Tailgrab - Спољном страном руке додирнути задњи део даске.
- Taipan air - Шаком додирнути стопало напред постављене ноге и додирнути врхове прстију.
- Tuck-Knee- Коленом дотаћи даску и урадити неки покрет.
- RoastBeef- Савити колена и шаком дотаћи задњу страну даске.

## Вејкбординг изведбе
Много трикова и покрета карактеришу овај спорт. Пошто представља спој 3 врсте спорта, бројни елементи указују на његову сложеност. Зато је значајан спорт за појединце који воле екстремне ситуације и подизање адреналина.
- Fashion Air - спортиста помера даску према леђима одгурујући је ногама, притом поставља руке иза главе
- Air Raley - спортиста свом снагом удара у талас и допушта да се његово тело подигне ван површине воде; потом се враћа на површину воде
- 911 - спортиста удара у талас и прави пун круг у ваздуху целокупним телом
- Blind Judge - спортиста притиска површину воде чиме задобија снагу и брзину за скок; притом подиже даску ка задњем делу тела и прави мали круг даском при враћању на површину воде
- Krypt - Air Raley само што је краћи скок
- Batwing - спортиста удара о талас и чини скок при којем додирује врх даске и потом подиже стопала увис; потом се враћа на површину воде
- Surface 360 - спортиста у току вожње прави пун круг око себе на површини воде
- Tantrum - спортиста удара даском у први талас при чему скаче увис и прави пун круг и стиже на ивицу другог таласа
- Tantrum to Revert - спортиста прескаче оба таласа и прави полукруг окренут грудима према чамцу и поставља једну руку на средини леђа
- Tantrum to Blind - спортиста прескаче оба таласа и прави полукруг окренут леђима према чамцу и поставља једну руку на средини леђа
- Whirlybird - Tantrum али са једном спуштеном руком
- Moby Dick - Tantrum али са пребацивањем конопца у рукама
- Tweety Bird - Whirlybird са подигнутом руком изнад главе
- Heelside Backroll - Tantrum to Revert али са конопцем у рукама
- Heelside Roll to Revert- Heelside Backroll али је спортиста грудима окренут према чамцу
- Mobius - Heelside Backroll али је спортиста окренут грудима према чамцу и прави пун круг
- Heelside Roll to Blind - Heelside Backroll али је спортиста грудима окренут према чамцу
- KGB - Heelside Ваckroll али је спортиста леђима окренут према чамцу и прави пун круг
- Toeside Back Roll - Tantrum to revert и на крају подиже руку у ваздух
- Toeside Roll to Revert - Toeside Backroll али је спортиста окренут грудима према чамцу и чини полукруг
- Pete Rose - Toeside Back Roll али је спортиста окренут леђима према чамцу и чини пун круг
- G-Spot - Toeside Back Roll али је спортиста окренут леђима према чамцу и чини полукруг
- Blind Pete - Toeside Back Roll али је спортиста окренут леђима према чамцу и чини 360°
- Toeside Front Roll - спортиста удара даском у први талас и скаче при чему је окренут грудима према чамцу и пре пада до другог таласа подиже руку
- Tootsie Roll - Toeside Front Roll али је спортиста окренут леђима према чамцу и чини полукруг
- Dum-Dum - Toeside Front Roll али је спортиста окренут леђима према чамцу и чини пун круг
- Scarecrow - Toeside Front Roll али је спортиста окренут леђима према чамцу и чини полукруг
- Crow Mobe - Toeside Front Roll али спортиста окренут грудима према чамцу и чини пун круг
- Toeside Front Flip - Tantrum
- Fruit Loop - Toeside Front Flip али је спортиста окренут леђима према чамцу и чини полукруг
- Dev-glass - спортиста прескаче један талас, потом и други и нагиње се изнад површине воде
- Bel Air - Tantrum у месту и са подигнутом руком
- Air Krypt - Toeside+Аir Raley са полукругом и спустом на супротну страну од стране којом је спортиста почео
- Hoochie Glide - Air Raley али спортиста додирује задњи део даске
- OHH / (Other Hoochie Glide)- Hoochie Glide али спортиста преузима конопац у другу руку
- Basket flip - Double Beer Flip
- Osmosis 540 - спортиста удара даском у талас и скаче; у ваздуху левом руком додирује врх даске док десном руком држи конопац; прави пун круг око себе и баца конопац преко леве руке при чему га одмах и узима пре спуштања на површину воде
- S-Bend - Heelside Raley али спортиста држи конопац обема рукама и прави пун круг око себе и враћа се на површину воде
- S-Bend to Blind - Heeliside Raley али спортиста држи конопац обема рукама и прави пун круг око себе и завршава полукругом са једном руком на средини леђа
- S-Bend 720 - Heelside Raley али се спортиста 2 пута окреће изнад себе и рукама изнад главе; потом завршава скок са 2 полукруга и руком на средини леђа

Крис Нолан је био прва особа који је осмислио овај трик.
- Boardslide - спортиста даском прелази преко таласа и подиже једну руку у ваздух
- Half-cab - спортиста прескаче 2 таласа при чему у скоку додирује врх даске, следи пун круг око себе и додирује средину даске
- Special-K - Toeside али спортиста држи конопац обема рукама иза леђа; потом Тоеside Roll када је окренут леђима према чамцу и прави полукруг
- Slurpee - Toeside али спортиста држи конопац обема рукама иза леђа; потом Тоеside Roll када је окренут леђима према чамцу и прави цео круг
- Skeezer - спортиста држи конопац обема рукама, прескаче оба таласа окренут грудима према чамцу и завршава скок кругом око себе
- Vulcan - S-Bend + Heelside

## Правила учествовања на такмичењу
На такмичењу могу учествовати и мушкарци и жене узраста од 16 година и старији. Могу учествовати индивидуални такмичари, али и тимови. Тачан распоред такмичара се мора знати 60 дана пре отварања такмичења. Морају проћи допинг тест. Како би учествовали, свака федерација која има учеснике, мора платити 200 америчких долара IWWF-ју.
У току извођења трикова, такмичари не смеју комуницирати са жиријем. Такмичар мора одабрати брзину којом жели да се чамац, а и сам такмичар, креће и то чини пре почетка своје изведбе. Максимална брзина чамца који вуче мушког такмичара је 57 km/h док је максимална брзина чамца који вуче женског такмичара 54 km/h. На броду може бити 2 до 3 особе.
Ако такмичар изгуби равнотежу или не изведе жељени трик у току прве рунде извођења трикова, тада завршава прву рунду. Ако поново падне, али између прве и друге рунде, такмичар може завршити жељену изведбу, али ако жири одлучи да такмичар због падова не заслужује пролазак, мора напустити такмичење. Бодови прве и друге рунде се сабирају и морају имати више од 0 поена како би прошли.
У финале може ући 12 такмичара који су претходно задовољили критеријуме жирија. Ако неки такмичари имају исти број поена, тада се поново изводе покрети и трикови истовремено кад и други такмичар са истим бројем поена и тад се одлучује о поенима оба такмичара.

## Занимљивости
Земље које се такмиче у вејкбордингу
| Сједињене Америчке Државе | Канада     | Уједињено Краљевство | Аустралија  | Немачка  |
| Аустрија                  | Швајцарска | Шпанија              | Португалија | Бразил   |
| Аргентина                 | Чиле       | Перу                 | Парагвај    | Италија  |
| Данска                    | Чешка      | Словачка             | Мађарска    | Хрватска |
| Турска                    | Израел     | Украјина             | Египат      | Филипини |

Резултати такмичења у вејкбордингу из 2015. године
| Место | Име и презиме   | Држава    | Резултат |
| 1.    | Rusty Malinoski | Канада    | 89.11    |
| 2.    | Daniel Powers   | САД       | 80.44    |
| 3.    | Juan Mendez     | Венецуела | 72.22    |
| 4.    | Juan Velez      | Колумбија | 63.79    |
| 5.    | Luciano Rondi   | Бразил    | 62.21    |
| 6 .   | Jorge Perez     | Мексико   | 58.77    |
| 7.    | Alejo De Palma  | Аргентина | 52.01    |
| 8.    | Jamie Bazan     | Еквадор   | 48.56    |